# Battaglia di Ortona
La battaglia di Ortona venne combattuta durante la campagna d'Italia della seconda guerra mondiale tra il 20 e il 28 dicembre 1943, nella città abruzzese situata sulla Linea Gustav.

## Storia
Lo scontro avvenne nell'ambito della campagna del fiume Moro; sul terreno si confrontarono le truppe Alleate della prima divisione canadese comandata dal generale Vokes ed i tedeschi del terzo reggimento paracadutisti (3. Fallschirmjäger Regiment). Alla esperienza e determinazione delle truppe scelte tedesche si aggiunge l'ordine di Hitler che impone che: «die Festung Ortona ist bis zum letzten Mann zu halten - la Fortezza Ortona deve essere difesa fino all'ultimo uomo.»

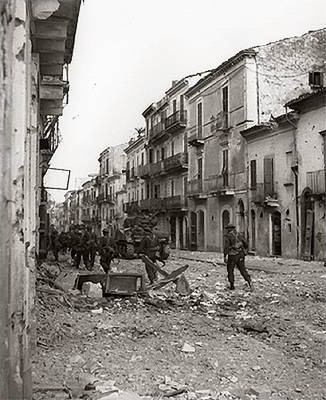
Il corso Vittorio Emanuele devastato dalle bombe

Il comandante tedesco in Italia Albert Kesselring non fu d'accordo, tanto che dichiarò: «Noi non desideriamo difendere Ortona in modo decisivo, ma gli inglesi l'hanno fatta apparire importante come Roma. Contro ciò che sta succedendo non si può fare proprio nulla. Dà soltanto fastidio che Montgomery abbia avuto ragione e che da oggi ne parlerà, facendo un gran chiasso, la stampa di tutto il mondo".»
Di fronte all'offensiva alleata vennero schierati reparti scelti per tamponare l'offensiva, come la 90 Panzergrenadier e la Prima Divisione Paracadutisti, già impegnata in Sicilia e che poi avrebbe combattuto a Montecassino (Cassino, era la città posta al punto estremo occidentale della "linea Gustav", mentre Ortona era il capo a mare della zona orientale) e dalla quale era stata distaccata la 3. Fallschirmjäger-Division, tutte appartenenti al LXXVI Panzer Korps della 10 Armee comandata dal generale Joachim Lemelsen e responsabile della difesa del fronte italiano ad est degli Appennini.
I combattimenti furono così accaniti che il New York Times lo stesso giorno affermava che i tedeschi stanno cercando, per qualche oscura ragione, di ripetere una Stalingrado in miniatura nella sfortunata Ortona; per gli Alleati conquistare la città significa aprirsi la strada per Pescara, Avezzano e da lì per Roma provenendo dal versante adriatico, alleggerendo anche la pressione tedesca sulla United States Army North del generale Mark Clark bloccata nella sua avanzata verso nord, avanzata che si sbloccherà solo dopo la sanguinosa battaglia di Cassino (17 gennaio - 28 maggio 1944).

Mappa della zona dei fiumi Sangro e Moro, dove si svolse la battaglia

I combattimenti urbani ebbero un preludio nella conquista di Casa Berardi, una casa colonica sulla strada tra Orsogna e Ortona nei pressi di contrada Alboreto, e del quadrivio Cider; il 14 dicembre la compagnia C del 22º reggimento fanteria canadese, comandata dal capitano Paul Triquet, appoggiata da 8 carri M4 Sherman dello squadrone C dell'Ontario Regiment conquistò la località fortemente difesa, con perdite elevatissime tanto che solo 9 uomini arrivarono all'obiettivo; qui venne appunto assegnata al capitano Triquet la prima delle tre Victoria Cross conferite a canadesi. La compagnia C attaccò alle 7.30 del mattino raggiungendo la strada tra Orsogna e Ortona verso le 10:30 nel mezzo dello schieramento tedesco, e poi puntando a nord-ovest verso casa Berardi, che raggiungeva verso le 14:30; contemporaneamente verso la casa puntavano le compagnie A, B e D, che avrebbero raggiunto i loro compagni praticamente circondati solo alcune ore dopo. La moglie del proprietario della casa, Maria Berardi, venne soprannominata la regina del Moro (il fiume vicino) per aver guidato i canadesi nella ricognizione preliminare sugli obiettivi.

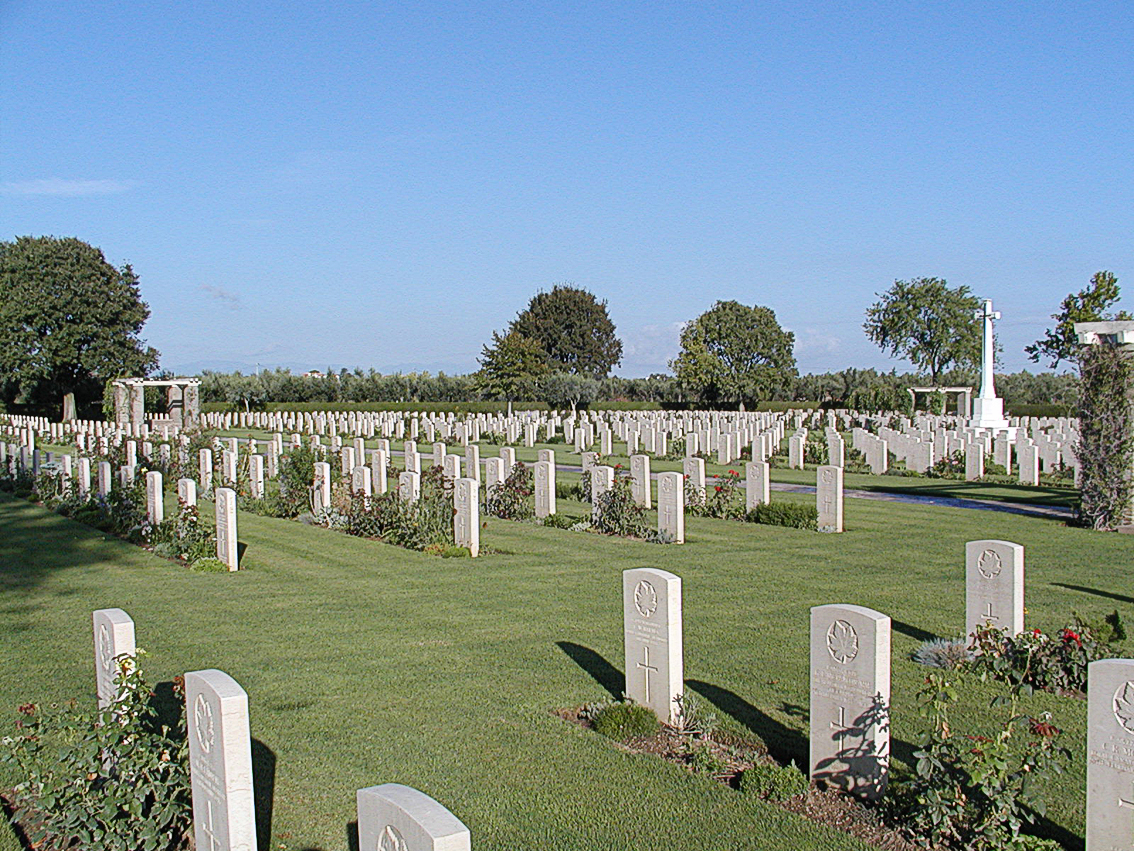
Tombe del cimitero canadese di Ortona

Dopo quattro giorni di combattimenti nei quali la città venne trasformata in un cumulo di macerie da un milione e duecentomila proiettili di artiglieria, e all'inizio del quale i tedeschi fecero saltare il campanile del Duomo per privare l'artiglieria alleata di un utile riferimento, la città venne presa. I fanti canadesi del 22º reggimento Seaforth Highlanders combatterono casa per casa in quella che venne chiamata caccia al topo e il bilancio finale fu di 800 morti tra i tedeschi, 1400 tra i canadesi e oltre 1300 civili che non vollero abbandonare le loro case. I combattimenti sul territorio proseguirono però fino al 10 giugno 1944. La città venne insignita della medaglia d'oro al valor civile il 16 giugno 1959 "per aver subito spaventosi bombardamenti aerei e terrestri subendo la perdita di 1314 dei suoi cittadini".

## Descrizione

### Contesto storico
L'VIII Armata britannica di Bernard Law Montgomery aveva conquistato Vasto nell'ottobre 1943 dopo la battaglia del fiume Trigno, dove era stata coinvolta anche Termoli. Il piano di Montgomery era di raggiungere al più presto Pescara, per poter percorrere la via Tiburtina Valeria in direzione di Roma, dove raggiungere l'armata del Generale Clark, che nel frattempo aveva preparato lo sbarco a Salerno. Il problema fu che i calcoli della "faina" come veniva definito Montgomery, non furono esatti, poiché l'inverno del 1943 fu molto piovoso, ed alle torrenziali piogge, si aggiunsero i problemi dovuti alla fortificazione massiccia, da parte dei nazisti, della linea Gustav e della linea del Sangro: i tedeschi rastrellarono i civili dai paesi lungo il fiume per farsi aiutare nelle opere di fortificazione delle trincee, oltretutto fecero saltare in aria i ponti sul fiume, distrussero i tracciati stradali e ferroviari, rallentando di molto l’avanzata di Montgomery, il quale riuscì solo il 25 novembre, aiutato dai bombardieri alleati, a scavalcare il Sangro, raggiungendo Lanciano, Mozzagrogna e Castel Frentano.
Stremati dall'avanzata, i soldati ebbero da Montgomery il permesso di riposo, mentre i tedeschi superstiti si ritiravano tatticamente, fortificando la linea lungo la direttrice Guardiagrele-Orsogna-Ortona, fortificando il fiume Moro.

### Dalla fuga di Vittorio Emanuele III ai ritardi di Montgomery

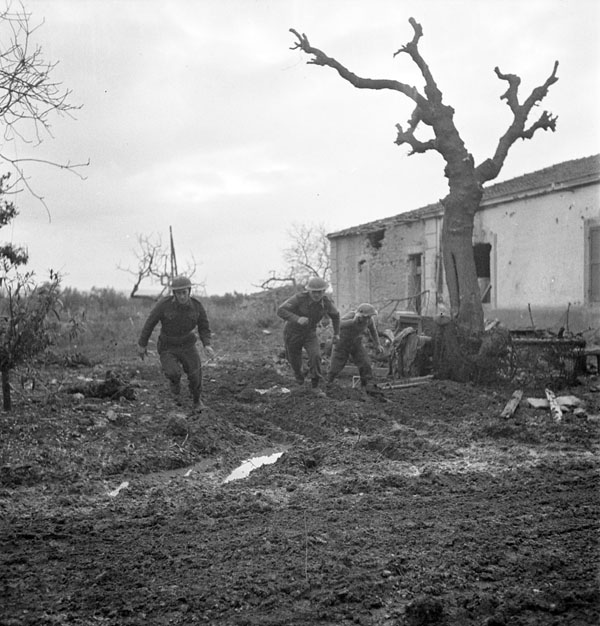
Militari canadesi in contrada San Leonardo

Ortona, essendo occupata dai nazisti, dovette essere conquistata a partire dalle contrade. Dopo le quattro offensive neozelandesi a Orsogna, a circa 13 km da Ortona verso la montagna, gli Alleati poterono giungere a Crecchio, località a circa 7 km da Ortona dove si rifugiò il re Vittorio Emanuele III in fuga da Roma il giorno stesso dell'Armistizio dell'8 settembre e contemporaneamente, proveniendo dal mare di San Vito Chietino, verso le contrade di San Leonardo e San Donato.
Dopo la battaglia del Sangro, i canadesi percorsero la strada statale Marrucina provenendo da sud e scoprirono che i tedeschi avevano scavato un profondo fossato nella riva sud del Moro per difendersi dal fuoco dell'artiglieria, in prossimità della contrada Alboreto-San Martino, presso Villa Caldari. Il fosso venne chiamato "La Gola" dai canadesi che, su ordine del generale Volke, avrebbero dovuto superare con attacchi diretti, offensive che però non ebbero esito positivo. Negli stessi giorni, il 21º Battaglione combatteva tra il 15 e il 17 dicembre anche presso Orsogna, non riuscendo però a occupare la cittadina difesa saldamente dai tedeschi.
Nella notte tra il 14 e il 15 dicembre i canadesi riuscirono finalmente a raggirare "la Gola" e a rompere la resistenza tedesca, raggiungendo quindi Casa Berardi: si tratta di un casolare in campagna ancora oggi esistente, occupato dai tedeschi come punto strategico, da cui partivano i reparti corazzati per contrastare l'avanzata Alleata. Il generale Paul Triquet pensò bene, perduti alcuni carri nella Gola, di aggirare la casa e di prendere alla sprovvista i tedeschi. L'idea si rivelò vincente e, dopo quattro giorni di aspri combattimenti, le truppe canadesi riuscirono a conquistare la località. Questa offensiva valse al generale Triquet la Victoria Cross, la massima onorificenza al valor militare attribuita da alcune nazioni del Commonwealth, come il Canada.
Sempre negli stessi giorni, reparti tedeschi e canadesi si affrontarono per le contrade di Ortona, tra Villa Rogatti, Villa San Leonardo e Caldari stessa, una delle frazioni più grandi, sede di un comando militare tedesco creato per dirigere le operazioni di fortificazione presso Casa Berardi. Il Loyal Edmonton Regiment canadese raggiunse le prime case di Ortona solo il 20 dicembre; i tedeschi avrebbero potuto comodamente ritirarsi da Ortona, che presto sarebbe caduta nelle mani degli Alleati anche grazie all'arrivo imminente di un altro contingente da Ovest, composto da truppe indiane e neozelandesi, che avrebbe potuto facilmente "tagliare" l'arteria viaria principale a nord di Ortona, intrappolando così i tedeschi in una morsa. Per questioni non di carattere militare, la battaglia ebbe invece uno svolgimento del tutto inaspettato e tragico.

### San Leonardo e Piazza Porta Caldari (20-22 dicembre)

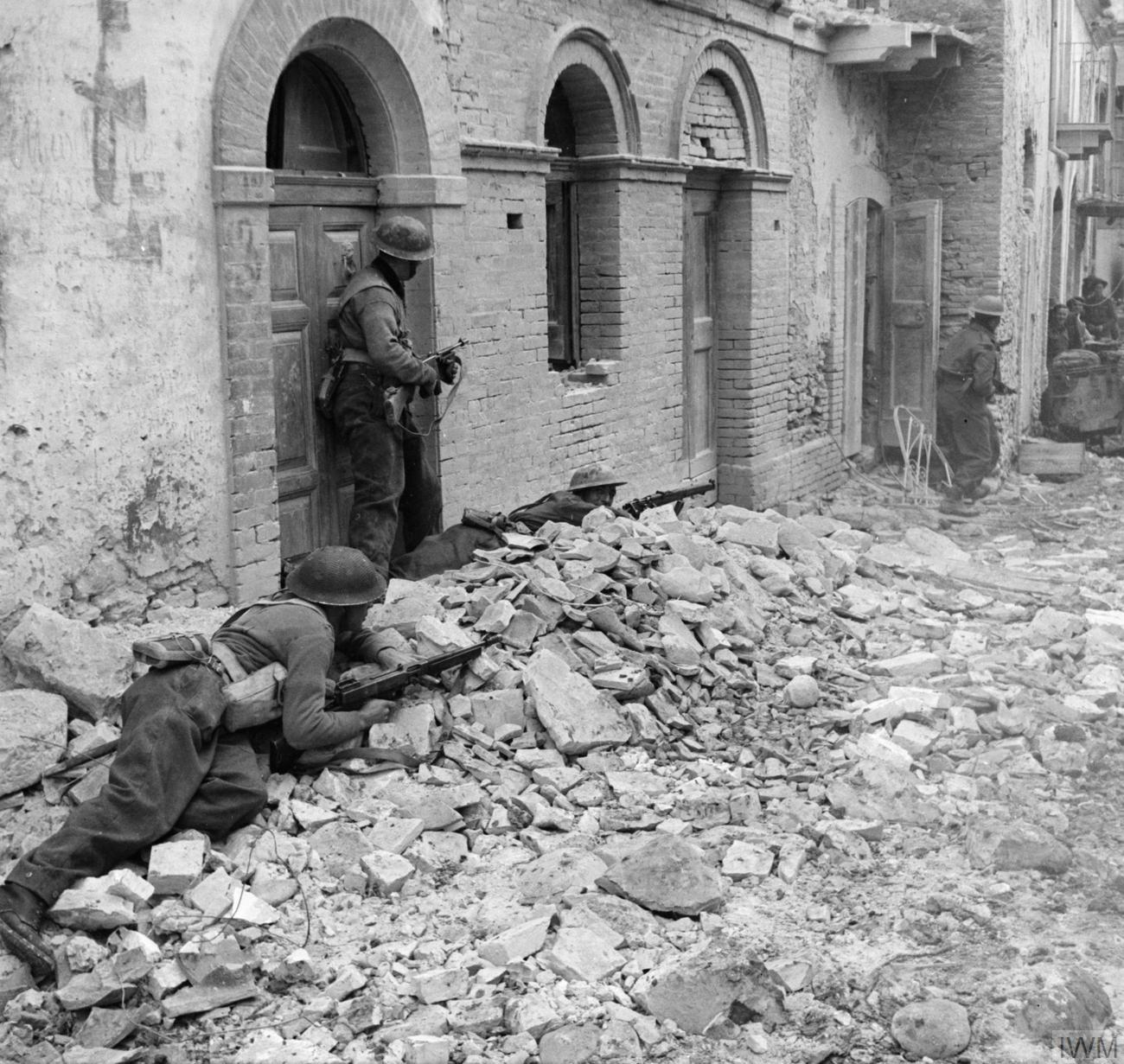
Soldati a Villa Caldari (17 dicembre 1943)

Le truppe canadesi, combattenti nelle località San Leonardo e San Donato, furono parte dell'8ª Armata britannica comandata da Bernard Law Montgomery. Il loro compito era di rispondere agli attacchi di alcuni carri tedeschi, sfruttando anche la copertura aerea, e di rispondere al fuoco dei reparti asserragliati nelle case. San Leonardo non fu particolarmente colpita, ma danni ben maggiori si ebbero a San Donato, intorno alla chiesa parrocchiale. Il 21 dicembre gli Alleati riuscirono ad arrivare alle mura di Ortona dal fosso di località Saraceni. Dalla parte di Crecchio-Poggiofiorito, attraverso le varie Ville Iurisci, Iubatti e Selciaroli, le altre truppe canadesi di Triquet giunsero alle porte della piazza Porta Caldari.
Nella città di Ortona, i tedeschi della Prima Divisione Fallschirmjager, in particolare gli uomini del 2º battaglione del 3º Reggimento paracadutisti al comando del capitano Gotthard Liebscher (ufficiale già distintosi in Sicilia quando, con il suo battaglione, riuscì a tener testa ad un'intera brigata inglese), si prepararono a difendere la città: già dal 12 dicembre iniziarono a fortificare la città, piazzando accuratamente delle mine in posti strategici del centro, distruggendo alcuni edifici per intralciare il percorso dei carri armati alleati e piazzando altre mine tra le macerie. I punti strategici scelti furono l'ingresso a Porta Caldari, il corso Vittorio Emanuele e piazza Municipio, dove sul campanile venne posizionato un cecchino. Grazie a queste misure difensive, già all'ingresso del corso principale i canadesi dovettero proseguire a piedi, essendo i carri ormai quasi inservibili a causa delle barricate tedesche. Il principale contingente canadese, composto da fanti appiedati, raggiunse la piazza della Vittoria (oggi di Porta Caldari) provenendo dal Colle di Costantinopoli (dove si trova la chiesa dei Salesiani), risalendo quindi da Lido Saraceni, percorrendo via Costantinopoli, arrivando infine alla chiesa di San Rocco dove catturarono alcuni soldati tedeschi.
Lo scontro in piazza Caldari con i paracadutisti e due panzer tedeschi del LXXVI Panzer Korps, tutti ripiegati strategicamente nel centro storico, fu durissimo e tutta la piazza fu danneggiata o distrutta. I palazzi antichi crollarono, meno alcuni edifici liberty lungo l'attuale viale della Libertà, nel rione di San Giuseppe. Alcuni canadesi ripiegarono quindi verso la chiesa di Santa Maria di Costantinopoli, altri intorno alla parrocchia di San Rocco appena conquistata. Vokes ben presto comprese che non bisognava dare tregua ai tedeschi, costringendoli invece ad arretrare verso l'interno del centro storico fino a piazza San Tommaso, affrontando una guerriglia urbana con fucili, mitragliatrici e bombe a mano, ricorrendo in ultima istanza anche all'arma bianca.

### La terra bruciata del quartiere Terravecchia (21 dicembre)

Fotografia storica della facciata della Cattedrale di San Tommaso, la torre dell'orologio fu fatta esplodere il 21 dicembre 1943, in quanto elemento strategico di avvistamento, essendo usata da anni come faro portuale

Approfittando del fatto che i soldati canadesi erano ancora lontani dal centro, i tedeschi si munirono di mine antiuomo dette "ballerine" che collocarono strategicamente tra le case del quartiere Terravecchia partendo dalla piazza del Municipio, oltre a mine anticarro per impedire l'accesso ai carri armati Sherman canadesi. La mattina del 21 dicembre, intorno alle 6, la torre civica della Cattedrale di San Tommaso Apostolo, usata come faro per le navi, fu minata dai tedeschi e fatta esplodere per evitare di offrire un punto di riferimento ai bombardieri alleati ed alle navi di rifornimento nemiche in arrivo nel vicino porto, benché quest'ultimo fosse stato bombardato nei giorni precedenti. La carica che provocò la distruzione della torre fu così potente che anche mezza facciata e mezza cupola della cattedrale crollarono, in pieno giorno del santo patrono con un impatto devastante nell'animo di quei cittadini rimasti in città che avevano deciso di non rispettare l'ordine di sfollamento di Ortona da parte dei tedeschi. Sempre in questo giorno viene fatto esplodere anche il Castello Aragonese, da tempo utilizzato come polveriera, per evitare la conquista nemica.
Secondo alcuni storici però la distruzione della torre della cattedrale sarebbe stata provocata dai cannoneggiamenti degli alleati e ciò fece sì che una compagnia del Reggimento Edmonton si trovasse isolata nel tentativo di avanzare: dei 60 uomini che lo costituivano in quel momento, solo 17 rimasero in vita. Riuscirono comunque a guadagnare terreno, ottenendo rinforzi dalle altre compagnie del battaglione, tra cui i "Seaforth Highlanders" e i carri del reggimento "Three Rivers" appena sopraggiunti. Rinforzati da questi reparti, i canadesi combatterono duramente per otto giorni contro i difensori tedeschi del capitano Liebscher, supportati da due carri armati.

### Scontro sul corso Vittorio Emanuele (23-24 dicembre)

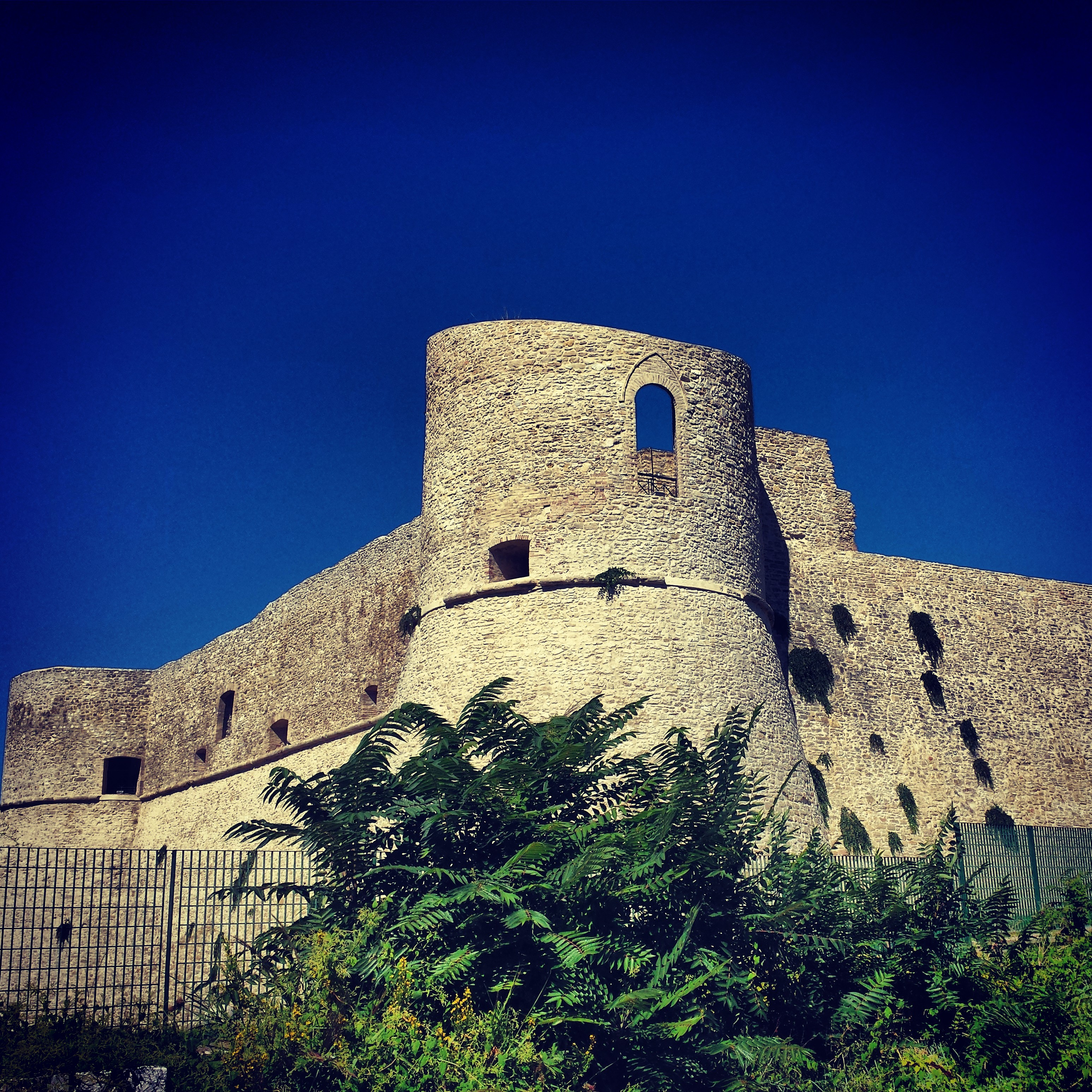
Il Castello Aragonese oggi, dopo i bombardamenti

Lo scontro nel corso Vittorio Emanuele fu assai sanguinoso con numerose perdite, poiché i paracadutisti tedeschi si impegnarono a fondo per sbarrare l'avanzata canadese sia verso l'interno della città che fuori lungo la via della passeggiata Orientale. Qui era stata predisposta dai tedeschi una  "zona di annientamento", che portò i risultati auspicati quando all'ingresso della piazza municipale il primo carro armato della colonna canadese saltò in aria sulle mine anticarro nascoste tra le macerie.
Anche in piazza del municipio dove incautamente confluirono le truppe canadesi, l'avanzata alleata fu duramente ostacolata dai tedeschi che avevano occupato anche il palazzo comunale e la torretta superiore dell'orologio, dalla quale i cecchini bersagliavano continuamente i nemici procurando loro ingenti perdite. Per superare la resistenza dei paracadutisti fu necessario anche l'intervento dell'aviazione che rase al suolo quasi tutta la piazza, meno la chiesa del Purgatorio. Fortunatamente rimase illeso il Palazzo Farnese.

### "Tattica del topo" (23-24 dicembre)
Nei giorni successivi i canadesi ritennero impossibile l'avanzata verso la piazza della cattedrale senza subire gravissime perdite e così usarono la tattica della "colonna del topo", ossia avanzarono all'interno delle case bucando i muri per passare da un edificio all'altro cercando di raggiungere il castello avanzando al coperto. Tuttavia i paracadutisti si accorsero del piano (questa tattica era già stata usata in altri luoghi tra i quali Stalingrado) riuscendo a contrastarlo e gli alleati non fecero molta strada.

### Il Natale di guerra e la fine della battaglia (25-28 dicembre)
Il 25 dicembre si tenne il Pranzo di Natale, ormai famoso, organizzato dai Seaforth Highlanders of Canada nella chiesa di Santa Maria di Costantinopoli. I soldati arrivarono dal fronte per due ore di riposo e un pasto caldo. Per molti di loro fu l'ultimo pasto. Si sentirono l'organo della chiesa e la cornamusa del Pipe Major Ed Essono, che suonarono per ore.     
Il 26 ripresero le ostilità, spostandosi da piazza San Tommaso verso il viale Gabriele d'Annunzio, la via delle vecchie mura, passando per la via Matteotti di Terravecchia. L'arrivo di rinforzi canadesi al porto di Ortona obbligò i tedeschi a ripiegare verso l'interno della città antica, passando per la via del castello aragonese. Il 28 i combattimenti non ripresero, addirittura i cronisti di guerra alleati si aggirarono per il corso Vittorio Emanuele, riprendendo un vecchio che passeggiava senza timore di attacchi. Solo così i canadesi compresero che nella notte i rimanenti soldati nemici avevano abbandonato la città ripiegando verso la zona al nord di Ortona, insediandosi a Torre Mucchia e intorno al Torrente Riccio. Il fronte rimase lì per altri lunghi mesi.

## Opere commemorative
I monumenti commemorativi della Battaglia di Ortona comprendono la scultura Il prezzo della pace, in Piazza degli eroi canadesi, un carro armato Sherman originale (Athena), restaurato dal museo di Overloon nei Paesi Bassi, acquistato da veterani canadesi e donato alla città, attualmente posto sulla rotatoria delle Quattro Strade (Cider Crossroads) lungo la SS 16 Marrucina, a memoria dei molti carristi morti e feriti nella liberazione di Ortona.

### Il Cimitero Militare Canadese

Area monumentale del cimitero

Nel 1944 il Commonwealth War Graves Commission sviluppò presso la frazione di San Donato il cimitero militare canadese del fiume Moro, per ospitare non solo i caduti canadesi ma anche altri Stati del Commonwealth. Oggi è ancora frequentato dai parenti delle vittime, e da studiosi della battaglia. Presso Torino di Sangro, più a sud di Ortona, è sorto il Cimitero militare britannico che accoglie i caduti nelle battaglie del fiume Sangro, che coinvolsero le città di Casoli, Gessopalena, Montenerodomo, Torricella Peligna e Lettopalena.

### Piazza Eroi Canadesi
Il monumento è stato realizzato riqualificando tra il 2019 e il 2020 l'area di piazza Plebiscito, con una grande foglia d'acero, stemma del Canada, per ricordare il sacrificio dei giovani soldati del Canada che nel dicembre 1943 e la primavera del 1944 combatterono per le campagne e per il centro urbano di Ortona contro il nemico. La piazza ospita il monumento Prezzo della Pace del 1999, opera dello scultore métis Robert Surette.   

### Il museo della battaglia di Ortona
È stato inaugurato nel 2002 nella sala del vecchio monastero di Sant'Anna, annesso alla ricostruita chiesa di Santa Caterina d'Alessandria, su via Garibaldi. Esso raccoglie materiale fotografico, filmato e scritto relativo ai giorni della battaglia, nonché testimonianze scritte dei soldati, diari di guerra dei generali tedeschi e alleati, della popolazione civile. Inoltre il museo è arricchito da moltissimi reperti anche originali nonché un plastico che mostra i luoghi della battaglia e la maniera nella quale essa si è svolta.

### Monumento ai Martiri Civili e alle Vittime Canadesi

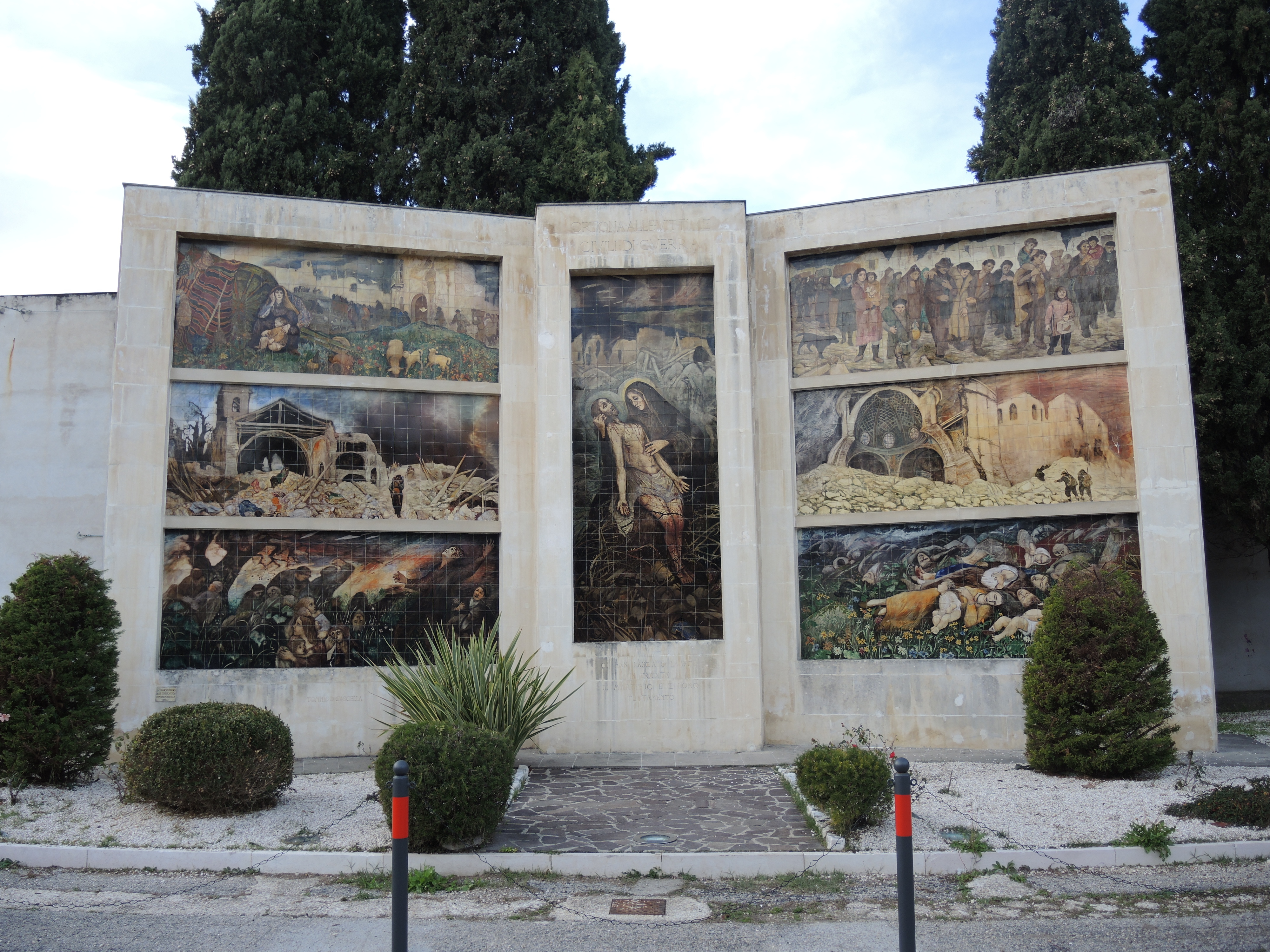
Monumento ai martiri della guerra di Tommaso Cascella

Il primo è opera di Tommaso Cascella (1968), si trova all'ingresso del cimitero comunale. Fu realizzato nell'immediato dopoguerra dal Cascella, impegnato anche nell'affrescatura della cattedrale di Ortona in ricostruzione, inaugurata nel 1949. Il monumento è stato realizzato a forma di libro aperto in pietra con una serie di quadri scenici che rievocano le scene più tragiche della battaglia di Ortona del 1943, tratte per di più da fotografie scattate durante i combattimenti. Nella battaglia persero la vita 1314 civili, il patrimonio artistico architettonico fu in gran parte distrutto o danneggiato, e tra le scene più interessanti ci sono lo sventramento della Cattedrale, la facciata distrutta di Santa Maria delle Grazie, gli sfollati civili per le campagne. Al centro del libro si trova l'affresco della Vergine Addolorata che piange il Cristo morto.
Il secondo monumento è dedicato al sacrificio degli alleati canadesi, si trova in Piazza degli Eroi Canadesi, realizzato nel 1999 da uno scultore canadese - Robert Surette. Ritrae due militari canadesi, uno morente che riceve l'ultimo saluto dal suo compagno. 

### Il docufilm
Alla fine del 2021 una troupe della Bravery in Arms, guidata dal regista Roger Chabot, si è recata nella città di Ortona per registrare parte di una serie di docufilm dedicata alle imprese delle forze canadesi durante la campagna d'Italia. La serie si trova su YouTube in inglese e in francese.
La realizzazione del documentario è stata resa possibile grazie anche alla collaborazione con Angela Arnone, tra i fondatori del Museo della Battaglia di Ortona, e rappresentante dei veterani di Ortona del Three Rivers Regiment. Britannica di origini italiane, ha infatti fornito un prezioso aiuto nel raccogliere le testimonianze dei soldati canadesi e dei civili italiani.